# 4207 Chernova
4207 Chernova је астероид главног астероидног појаса чија средња удаљеност од Сунца износи 3,019 астрономских јединица (АЈ).
Апсолутна магнитуда астероида је 11,2.